# Ліверпуль-стріт (станція)

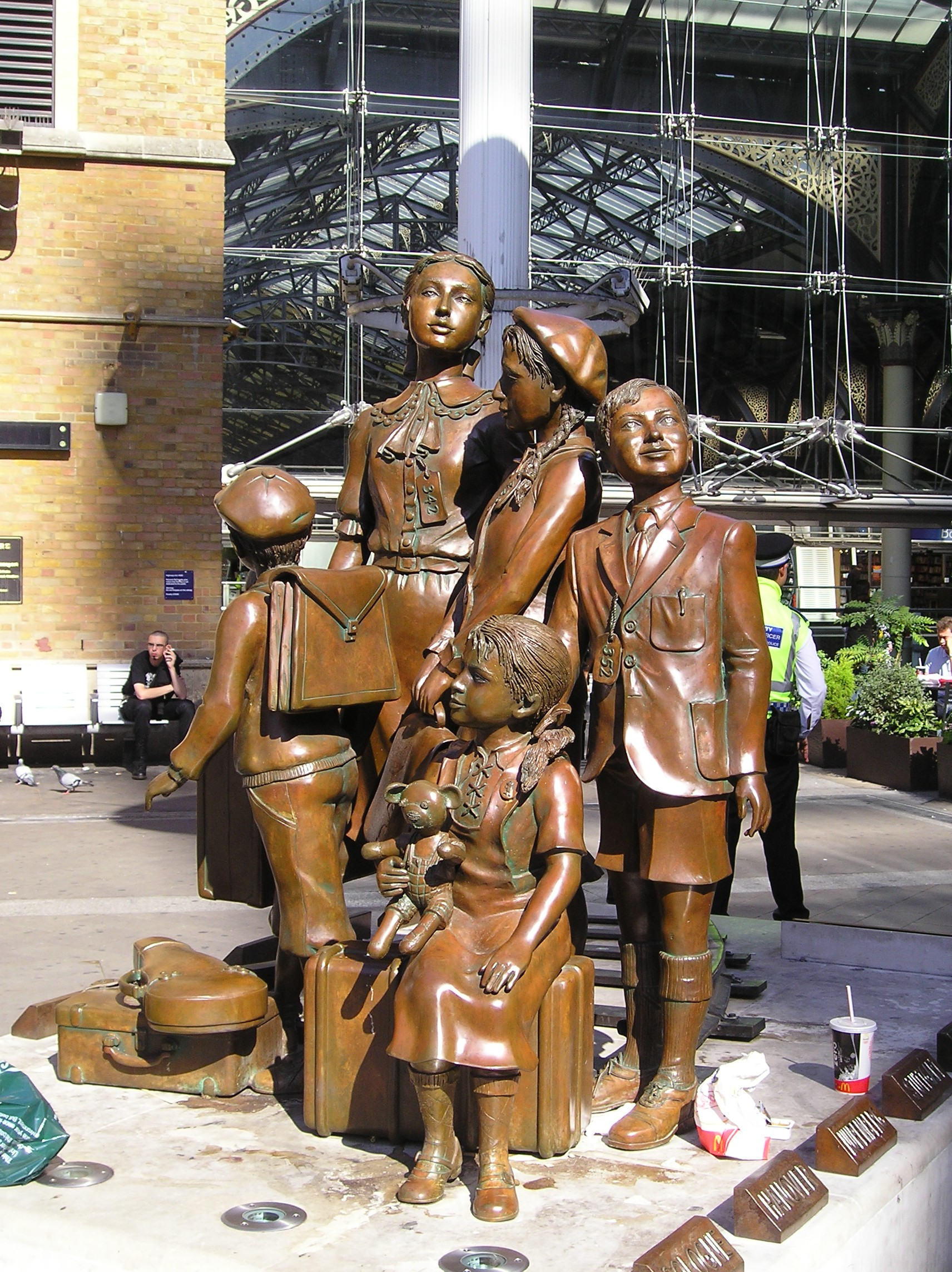
Пам'ятник врятованим дітям-гебреям

51°31′07″ пн. ш. 0°04′53″ зх. д. / 51.5186° пн. ш. 0.0813° зх. д.
Ліверпуль-стріт (англ. Liverpool Street station) — одна з провідних залізничних станцій Лондона та станція Лондонського метрополітену, розташована на північному сході Лондонського Сіті у кварталі Бішопсгейт. Це одна з найжвавіших залізничних станцій Лондона, є кінцевим пунктом West Anglia Main Line до Кембриджу, Great Eastern Main Line до Норвіч, місцевих та регіональних приміських поїздів, що обслуговують східний Лондон та напрямки на Сході Англії, та Станстед-Експрес до аеропорту Станстед.
Станція розташована у тарифній зоні 1. У 2014 році пасажирообіг залізничної станції становив 63,631 млн, метростанції — 73,66 млн. Загальний щоденний пасажирообіг станції — 316 000 осіб
Станція та вихідні лінії електрифіковані повітряними лініями змінного струму (25 кВ/50 Гц).
На півдні станції розташована законсервована станція Лондонської поштової залізниці.

## Історія
Станція була відкрита в 1874 році як заміна станції Бішопсгейт як головного лондонського вокзалу Great Eastern Railway. До 1895 року вона мала найбільшу кількість платформ ніж будь-яка інша пасажирська станція Лондона. Під час першої світової війни повітряні нальоти на станцію в 1917 р. призвели до загибелі 162 осіб. Під час Другої світової війни станція була місцем пересадки тисяч дітей-гебреїв, які прибули до Лондона в рамках рятувального місії «Kindertransport». Станція зазнала пошкоджень через теракти 1993 р. та 7 липня 2005 р.
Ліверпуль-стріт була побудована як дворівнева станція. Станція метро була відкрита в 1875 році на Metropolitan Railway, на кінець 2010-х станція обслуговує Центральну, Кільцеву, Гаммерсміт-енд-Сіті та Метрополітен лінії.

## Послуги
Більшість пасажирських перевезень Great Eastern Main Line виконує оператор Greater Anglia. 2015 року було відкрито рух до Шенфілду під орудою TfL Rail, а залізницею Lea Valley Lines до Енфілд-Таун, Чесхунт (через Севен-Сістерс) і Чінгфорд під орудою London Overground. Невелика кількість рейсів пізно увечері та у вихідні, є під орудою c2c, та прямують через Баркінг. Станція поділена на дві половини: «західна» сторона обслуговує Lea Valley Lines, «східна» — потяги, що прямують через Стратфорд

## Пересадки
Пересадки на автобуси маршрутів: 21, 43, 76, 100, 141, 153, 214, 271